# カイパー検定
カイパー検定（カイパーけんてい、英: Kuiper test）は統計学における仮説検定の一種であり、コルモゴロフ-スミルノフ検定を周期性がある変数の検定に使えるように拡張した物とみなされている。

## 統計量
コルモゴロフ-スミルノフ検定で使われる検定統計量を用いて、
{\displaystyle V=D_{+}^{n}+D_{-}^{n}}
と表記される検定統計量を用いる。
この統計量のサンプルサイズNが十分大きい場合の有意確率は
{\displaystyle {\text{Prob}}\left(V{\sqrt {N}}>z\right)=2\sum _{j=1}^{\infty }(4j^{2}z^{2}-1)\exp(-2j^{2}z^{2})}
で与えられる。